# Hyperkapni
Hyperkapni eller hypercapnia innebär att koncentrationen av löst koldioxid (CO2) i blodet är för hög. Tillståndet definieras genom att partialtrycket (PaCO2) överstiger 45 mm Hg. Orsaken kan vara hypoventilation eller lungsjukdom.